# الفجرة (حبيش)

تعديل مصدري - تعديل

الفجرة محلة تابعة لقرية بيت البتول، التابعة لعزلة بني معين بمديرية حبيش إحدى مديريات محافظة إب في الجمهورية اليمنية، بلغ تعداد سكانها 134 حسب تعداد اليمن لعام 2004.